# 김인 (독립운동가)
김인(金仁, 1917년 11월 12일 출생 ~ 1945년 3월 29일 서거)은 대한민국 임시 정부 시대의 독립운동가 겸 군인이었다.
그는 전직 대한민국 임정 주석 및 국무령 등을 지낸 독립운동가 백범 김구(白凡 金九)의 장남(長男)이고 전직 제21대 대한민국 교통부 장관 등을 지낸 서언 김신(瑞言 金信)의 형이며 대한독립군 감독관 등을 지낸 인물(대한독립군 소령  출신)이다.

## 생애
본관(관향)은 안동(安東)이며 아호(雅號)는 동산(東山)·입언(立言)이고 황해도 해주에서 출생하였으며 지난날 한때 아직 그의 생후 1년도 안 되어 할머니(곽낙원)와 어머니(최준례)를 따라 황해도 안악을 거쳐 황해도 벽성에서 간이 거주하며 잠시 유아기를 보낸 적이 있는 그는 1920년 할머니와 어머니를 따라 중화민국 장쑤성 상하이로 다시 건너가서 그곳에서 고국에 대한 대한제국 애국 관련 교육을 받고 자란 후 젊은 나이에 대한독립군 감독관이 되었으나 폐렴을 앓다가 1945년 3월 29일, 중화민국 쓰촨성 청두에서 병사했다.

## 사후

### 서훈 추서
- 1977년 건국포장 추서
- 1990년 건국훈장 애국장 추서

## 가족 및 친척 관계
- 고조할아버지 : 김영원
- 증조할아버지 : 김만묵 (?~1888년 4월)
- 증조할머니 : 장씨(?~1876년 8월 29일)
- 할아버지 : 김순영( 1852년~1901년 2월)
- 할머니 : 곽낙원(1859년 2월 26일~1939년 4월 26일)
- 아버지 : 김구 (金九, 1876년 8월 29일 ~ 1949년 6월 26일)
- 어머니 : 최준례 (崔遵禮, 1889년 3월 19일 ~ 1924년 1월 1일)
- 아내 : 안미생 (安美生, 1915년 ~ 2008년)
- 딸 : 김효자 (金孝子, 1943년 8월 10일 ~ )
- 큰누나 : 이름 미상(1906년~1907년)
- 둘째누나 : 김화경(1910년~1915년)
- 셋째누나 : 김은경(1916년~1917년 2월)
- 동생 : 김신 (金信, 1922년 9월 21일 ~ 2016년 5월 19일)
- 조카 : 김진 (金振, 1949년 10월 30일 ~ )
- 조카 : 김양 (金揚, 1953년 2월 24일 ~ )